# Bouin (Vendée)
Bouin is een Franse gemeente in het departement Vendée in de regio Pays de la Loire. Bouin telde op 1 januari 2022 2.169 inwoners. De gemeente maakt deel uit van het arrondissement Les Sables-d'Olonne.

## Geografie
De oppervlakte van Bouin bedroeg op 1 januari 2022 51,31 vierkante kilometer; de bevolkingsdichtheid was toen 42,3 inwoners per km². 
Bouin ligt aan de Baai van Bourgneuf tegenover het Île de Noirmoutier. In het zuiden van de gemeente tussen Beauvoir-sur-Mer en Bouin ligt de haven Port du Bec in het estuarium van de Dain.
De onderstaande kaart toont de ligging van Bouin met de belangrijkste infrastructuur en aangrenzende gemeenten.

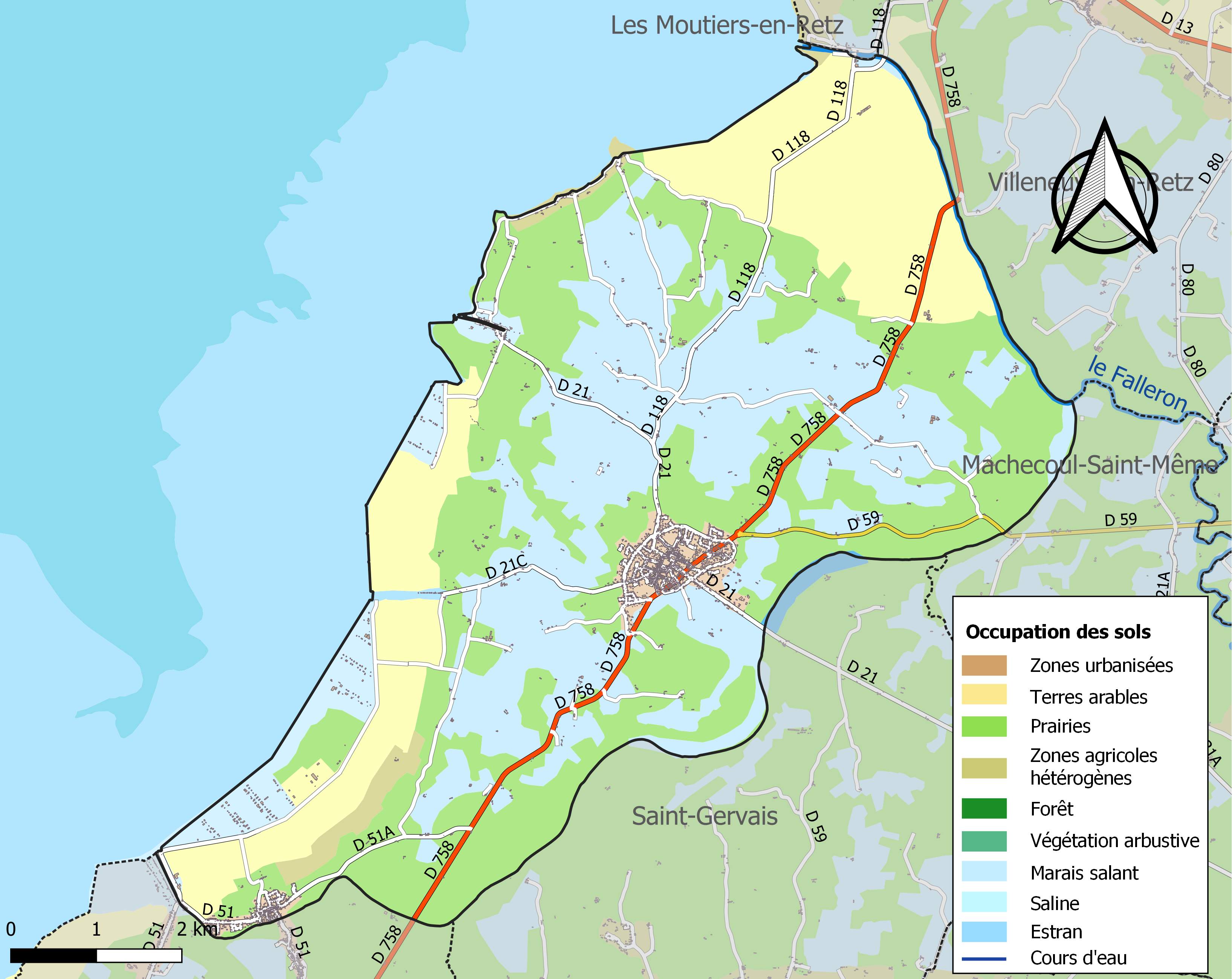

## Demografie
Onderstaande figuur toont het verloop van het inwonertal (bron: INSEE-tellingen).